# Diócesis de Yakima
La diócesis de Yakima (en latín: Dioecesis Yakimensis y en inglés: Roman Catholic Diocese of Yakima) es una circunscripción eclesiástica de la Iglesia católica en Estados Unidos. Se trata de una diócesis latina, sufragánea de la arquidiócesis de Seattle. Desde el 12 de abril de 2011 su obispo es Joseph Jude Tyson.

## Territorio y organización

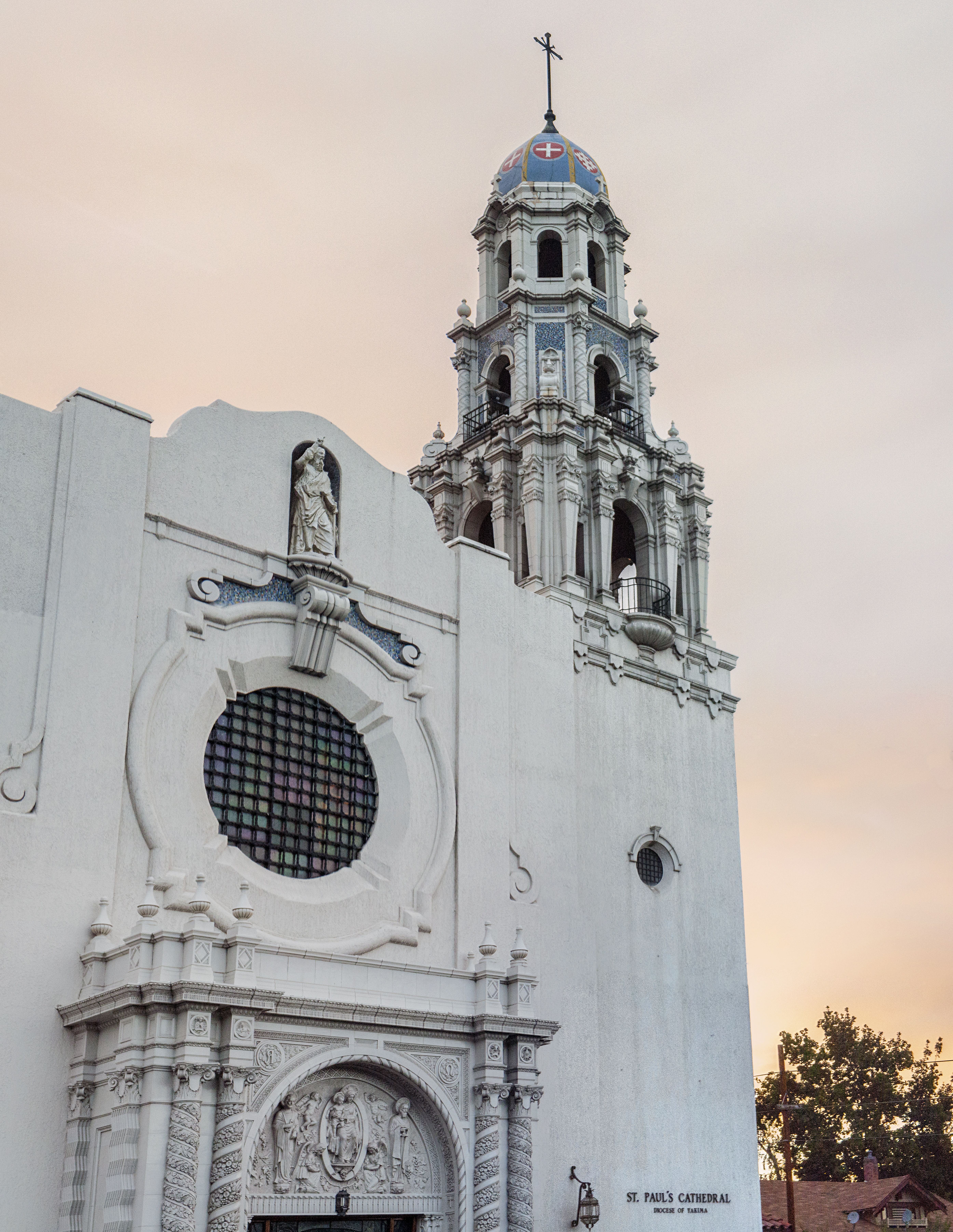
Catedral de San Pablo en Yakima

La diócesis tiene 46 051 km² y extiende su jurisdicción sobre los fieles católicos de rito latino residentes en el estado de Washington en los 13 condados de: Yakima, Klickitat, Kittitas, Benton, Chelan, Douglas y Grant.
La sede de la diócesis se encuentra en la ciudad de Yakima, en donde se halla la Catedral de San Pablo.
En 2020 en la diócesis existían 41 parroquias.

## Historia
La diócesis fue erigida el 23 de junio de 1951 con la bula Divina Providentia del papa Pío XII, tomando el territorio de la diócesis de Seattle (que al mismo tiempo fue elevada al rango de arquidiócesis metropolitana) y de la diócesis de Spokane.

## Estadísticas
Según el Anuario Pontificio 2021 la diócesis tenía a fines de 2020 un total de 172 080 fieles bautizados.
| Año                                                                             | Población            | Población | Población      | Sacerdotes | Sacerdotes    | Sacerdotes    | Bautizados por sacerdote | Diáconos permanentes | Religiosos | Religiosos | Parroquias |
| Año                                                                             | Bautizados católicos | Total     | % de católicos | Total      | Clero secular | Clero regular | Bautizados por sacerdote | Diáconos permanentes | Varones    | Mujeres    | Parroquias |
| ------------------------------------------------------------------------------- | -------------------- | --------- | -------------- | ---------- | ------------- | ------------- | ------------------------ | -------------------- | ---------- | ---------- | ---------- |
| 1966                                                                            | 48 694               | 360 581   | 13.5           | 79         | 75            | 4             | 616                      |                      | 4          | 108        | 38         |
| 1970                                                                            | 50 100               | ?         | ?              | 67         | 63            | 4             | 747                      |                      | 4          | 78         | 38         |
| 1976                                                                            | 54 135               | 360 900   | 15.0           | 64         | 58            | 6             | 845                      |                      | 6          | 65         | 39         |
| 1980                                                                            | 56 500               | 389 000   | 14.5           | 72         | 56            | 16            | 784                      |                      | 16         | 61         | 39         |
| 1990                                                                            | 58 300               | 461 600   | 12.6           | 51         | 43            | 8             | 1143                     | 17                   | 9          | 50         | 40         |
| 1999                                                                            | 66 819               | 461 600   | 14.5           | 74         | 63            | 11            | 902                      | 25                   | 3          | 55         | 41         |
| 2000                                                                            | 63 066               | 461 600   | 13.7           | 67         | 56            | 11            | 941                      | 25                   | 17         | 53         | 41         |
| 2001                                                                            | 62 587               | 461 600   | 13.6           | 65         | 54            | 11            | 962                      | 24                   | 19         | 55         | 41         |
| 2002                                                                            | 69 611               | 461 600   | 15.1           | 64         | 52            | 12            | 1087                     | 23                   | 19         | 47         | 41         |
| 2003                                                                            | 65 323               | 461 600   | 14.2           | 63         | 52            | 11            | 1036                     | 23                   | 15         | 46         | 41         |
| 2004                                                                            | 68 561               | 600 055   | 11.4           | 62         | 50            | 12            | 1105                     | 23                   | 15         | 50         | 41         |
| 2010                                                                            | 79 317               | 649 840   | 12.2           | 81         | 74            | 7             | 979                      | 26                   | 10         | 33         | 49         |
| 2014                                                                            | 74 481               | 681 556   | 10.9           | 57         | 54            | 3             | 1306                     | 42                   | 5          | 27         | 41         |
| 2017                                                                            | 179 033              | 712 871   | 25.1           | 58         | 55            | 3             | 3086                     | 41                   | 5          | 24         | 41         |
| 2020                                                                            | 172 080              | 730 790   | 23.5           | 55         | 53            | 2             | 3128                     | 39                   | 2          | 18         | 41         |
| Fuente: Catholic-Hierarchy, que a su vez toma los datos del Anuario Pontificio. |                      |           |                |            |               |               |                          |                      |            |            |            |

## Episcopologio
- Joseph Patrick Dougherty † (9 de julio de 1951-5 de febrero de 1969 renunció[nota 1])
- Cornelius Michael Power † (5 de febrero de 1969-15 de enero de 1974 nombrado arzobispo de Portland)
- Nicolas Eugene Walsh † (5 de septiembre de 1974-10 de agosto de 1976 renunció)
- William Stephen Skylstad (16 de febrero de 1977-17 de abril de 1990 nombrado obispo de Spokane)
- Francis Eugene George, O.M.I. † (10 de julio de 1990-30 de abril de 1996 nombrado arzobispo de Portland)
- Carlos Arthur Sevilla, S.I. (31 de diciembre de 1996-12 de abril de 2011 retirado)
- Joseph Jude Tyson, desde el 12 de abril de 2011